# Hagebuttenmark

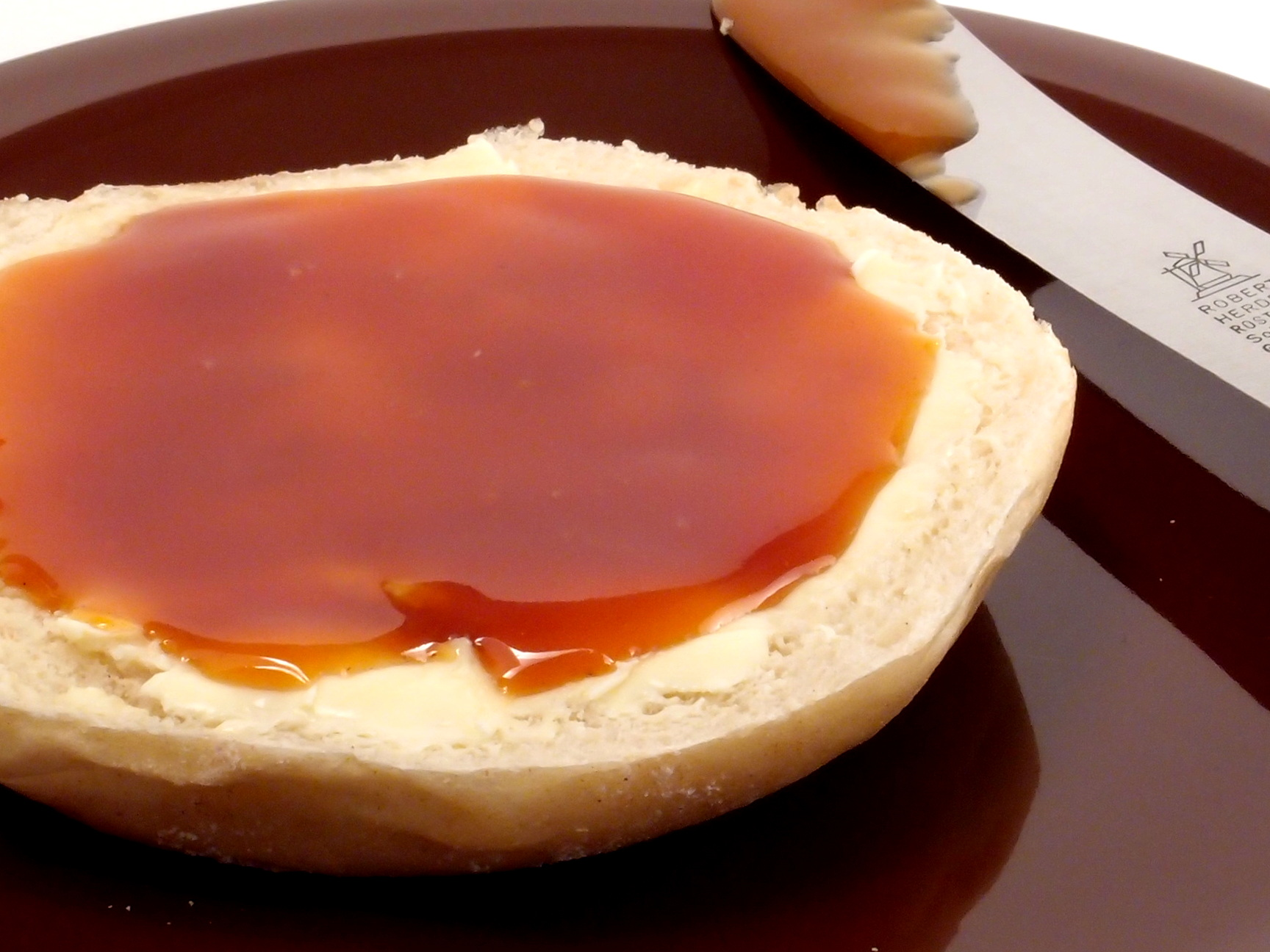
Verwendung als Brotaufstrich

Hagebuttenmark ist die traditionelle Bezeichnung einer Konfitüre aus Hagebutten. Regional sind weitere Bezeichnungen üblich, nämlich Hägenmark (schwäbisch), Hiefen-, Hiffen-, Hiften- oder Hippenmark in Franken.
Hagebuttenmark war früher eine wichtige Ergänzung des Speiseplans, da Hagebutten viel Vitamin C enthalten und noch im Winter geerntet werden können. Zu beachten ist aber, dass mit dem ersten Frost das Fruchtfleisch mehlig wird und sein Geschmack fade wird. Es kann als Brotaufstrich, zum Süßen von Getränken und für Süßspeisen und Gebäck verwendet werden. Hagebuttenmark ist die traditionelle Füllung für fränkische Krapfen.

## Lebensmittelrechtliche Einordnung
Hagebuttenmark ist in der Regel eine Konfitüre oder (ab 35 Prozent Fruchtanteil) eine Konfitüre extra im Sinne der deutschen Konfitürenverordnung, jedoch nur, wenn es mindestens 55 Prozent lösliche Trockenmasse enthält. Dies ist bei der Herstellung im kalten Verfahren (siehe Abschnitt „Herstellung“) nicht immer gewährleistet. Hagebuttenmark, das diese Voraussetzung nicht erfüllt, kommt zum Beispiel unter der Bezeichnung „Fruchtaufstrich Hagebutte“ in den Handel.
Begrifflich wird nicht immer sauber zwischen der Konfitüre und dem rohen, ungezuckerten Mus aus Hagebutten unterschieden, das als Ausgangsprodukt zur Konfitürenherstellung dient, aber auch andere Verwendung in der Küche findet. Der in der Schweiz verbreitete Buttenmost ist ein solches Ausgangsprodukt, das dann zu Hagebuttenkonfitüre oder anderen Hagebuttenzubereitungen weiterverarbeitet wird.

## Herstellung
Bei der Herstellung von Hagebuttenmark ergibt sich grundsätzlich das Problem, dass die Nüsschen (umgangssprachlich Kerne) ungenießbar sind und entfernt werden müssen. Es gibt zwei unterschiedliche Herstellungsverfahren:

### Heißes Verfahren
Zur Herstellung werden zuerst die Hagebutten entkernt, die Kerne mit wenig Wasser oder Wein ausgekocht und das Fruchtfleisch mit der gesiebten Flüssigkeit einige Stunden bis Tage stehen gelassen. Anschließend wird es kurz gegart, passiert, etwa eins zu eins mit Zucker vermischt und nach nochmaligem Aufkochen heiß in dicht schließende Gläser gefüllt. Es gibt auch ungekochte, sonst ähnlich zubereitete Varianten, die weniger lange haltbar sind.
Diese Art der Herstellung ist heute allgemein üblich; insbesondere die großen Marmeladefabriken stellen Hagebuttenkonfitüre so her. Weil Vitamin C beim Kochen zersetzt wird, ist es in gekochtem Hagebuttenmark lediglich noch in geringer Menge enthalten.

### Kaltes Verfahren
Zur traditionellen (schwäbischen) Herstellung des Hagebuttenmarks werden die Hagebutten aufgeschnitten und dann gelagert, bis sie weich werden (ca. 5 Tage bei ca. 12 °C); danach werden sie, ohne vorher gekocht zu werden, aber unter Zugabe von möglichst wenig Wasser durch ein Sieb passiert (meistens durch zwei Siebe: ein gröberes zur Entfernung der Kerne, ein feineres zur Entfernung der Fruchthaare). Das so gewonnene Rohmark wird dann mit Kristallzucker auf mindestens 62 °C, maximal 75 °C erhitzt. Dieses Rohmark kann auch mit Honig kalt gerührt, mit Frucht- oder Rohrzucker gesüßt werden und mit Rotwein, Weißwein, Orangensaft oder Apfelsaft verfeinert werden. Das auf diese Weise hergestellte Hagebuttenmark ist relativ reich an Vitamin C.